# Katy Gutiérrez Muñoz
Catalina Gutiérrez Muñoz (Bilbao, 1952) es una historiadora y política española. Exparlamentaria vasca por Izquierda Unida, posteriormente perteneció a UPyD. 

## Formación
Es licenciada en Filosofía y Letras (especialidad en Historia Contemporánea) por la Universidad de Deusto, y Doctora en Historia Moderna y Contemporánea por la UPV. Es catedrática de Instituto de Geografía e Historia, llevando 39 años trabajando en la enseñanza.

## Trayectoria política
Afiliada al Partido Comunista de España desde 1974, se pasó a Euskadiko Ezkerra en 1981 y a Izquierda Unida en 1986. Ha sido parlamentaria vasca de IU-EB entre 1994 y 1998, año en el que se hizo patente su desacuerdo con la estrategia de alianza con los nacionalistas, plasmada en la firma del Pacto de Estella. En 2000 abandonó la coalición tras el asesinato de su amigo y antiguo compañero del PCE José Luis López de Lacalle, también miembro del Foro de Ermua. Participó en la constitución de dicho Foro abogando por la colaboración y entente con Basta Ya. Ha trabajado también en numerosas organizaciones y movimientos sociales, como en el Sindicato de Enseñanza de CCOO, en el AMPA de la Escuela Pública, en el movimiento feminista y en la lucha por el desarme nuclear en Europa de los años 90.
Promotora de la Plataforma Pro y fundadora de UPyD en 2007, llegando a ser miembro del Consejo de Dirección de UPyD. Ha formado parte de las candidaturas electorales de UPyD en Vizcaya para las elecciones generales de 2008, las elecciones autonómicas de 2009, las municipales de Guecho y las Juntas Generales de 2011, las generales de 2011 y las autonómicas de 2012, siempre entre los 3 primeros puestos.